# Jean-Marie Caro
Pour les articles homonymes, voir Caro.
Jean-Marie Caro, né le 14 août 1929 à Constantinople (Turquie), et mort le 17 février 2014 à Bourgoin-Jallieu est un homme politique français.
Il est député du Bas-Rhin (UDF) de 1973 à 1993, président de l'assemblée de l'UEO de 1984 à 1987 et Conseiller général de Villé de 1973 à 1993.

## Député (1973-1993)
Les élections de 1973 provoquent dans la sixième circonscription du Bas-Rhin un petit "tremblement de terre" avec l'élection d'un candidat réformateur, proche de la démocratie-chrétienne, inconnu quelques mois auparavant dans la circonscription, Jean-Marie Caro qui l'emporte très facilement contre le député sortant au deuxième tour (56 %). J.-M. Caro consolide son implantation locale en étant élu en 1973 conseiller général de Villé, poste qu'il conserve jusqu'en 1992. Il est facilement réélu en 1978, en battant le maire RPR de Molsheim P. Klingenfus, puis en 1981, 1986 et 1988, à chaque fois avec des scores importants.
En 1993, critiqué pour ses absences fréquentes dans la circonscription qui a déjà provoqué sa défaite aux élections cantonales de 1992, ainsi que marquée par une certaine usure, J.M Caro est battu de quelques voix par un candidat de centre-droit (Parti radical valoisien), Alain Ferry (50,4 %). Celui-ci rassemble une majorité dans les cantons vosgiens, ainsi qu'à Molsheim.
Il meurt le 17 février 2014 des suites d’une infection pulmonaire.